# Вайгль, Йозеф Франц
Йозеф Франц Вайгль (нем. Joseph Franz Weigl; 19 марта 1740 года — 25 января 1820 года, Вена) — австрийский виолончелист. Отец композитора и дирижёра Йозефа Вайгля.
Считался одним из лучших виолончелистов XVIII века. В 1761 году по инициативе Йозефа Гайдна был принят в оркестр князя Эстерхази, которым Гайдн руководил; для Вайгля написаны первый концерт Гайдна для виолончели с оркестром и несколько сольных партий в симфониях. С 1769 года играл в оркестрах Италии и Вены.